# 빅 리거
《빅 리거》(Big Leaguer)는 미국에서 제작된 로버트 알드리치 감독의 1953년 드라마 영화이다. 에드워드 G. 로빈슨 등이 주연으로 출연하였고 매튜 라프 등이 제작에 참여하였다.
알드리치 감독은 나중에 "당시 내 지위에 대한 개인적인 영화는 아니었다"면서 "이 영화의 느낌은 좋았지만 영화 매개체에서 내가 표현하려고 했던 바를 그대로 나타내지는 못했다."고 이야기했다.

## 출연

### 주연
- 에드워드 G. 로빈슨
- 베라-엘렌

### 조연
- 제프 리처즈
- 리차드 재켈
- 윌리엄 캠벨
- 칼 허벨
- 폴 랭튼
- 랄로 리오스
- 빌 크랜들
- 프랑크 퍼거슨
- 존 맥키
- 마리오 실레티
- 빙 러셀

## 기타
- 미술: 세드릭 기븐스
- 미술: 에디 이마주